# Лысоконь, Александр Сергеевич
Александр Сергеевич Лысоконь (род. 22 октября 1986, Наро-Фоминск, Московская область) — российский регбист, центр (центральный трёхчетвертной). Был капитаном сборной России по регбилиг. Мастер спорта по регбилиг.

## Биография
Родился 22 октября 1986 года в Наро-Фоминске Московской области.
Александр карьеру регбиста начал с регбилиг (регби-13). В составе клуба «Верея» дважды чемпион (2013 и 2015), являлся капитаном и лидером команды. В 2014 году дебютировал в «ЦСКА» во втором дивизионе Чемпионата Москвы, но продолжал играть в регбилиг за «Верею». В регби-15 его пригласил тренер «армейцев» Денис Королёв (вместе играли за сборную России по регбилиг). В составе «ЦСКА» в 2017 году выигрывает свой третий Чемпионат России по регбилиг. Александр является настоящим лидером команды тех времён. В 2019 году выигрывает Высшую лигу. В 2020 году дебютирует вместе с командой в чемпионате России по регби. Был признан лучшим игроком 4-го тура чемпионата страны.

## Карьера в сборной
Постоянный игрок, лидер и капитан сборной России по регбилиг.

## Тренерская карьера
Параллельно выступлениям за профессиональный клуб является тренером родной «Вереи» и детских команд из родного города. После окончания карьеры в 2021 году стал тренером в академии ЦСКА.